# Kytoon
A kytoon (unione di kite + balloon in lingua inglese) è un aquilone con ascensione aerostatica data dal gas più leggero dell'aria introdotto al suo interno.
Il vantaggio principale del kytoon è che rimane nella posizione prefissata, verticale al terreno, indipendentemente dal vento.
È stato usato sia in guerra che in tempo di pace. È usato come segnalazione di aiuto e salvataggio SAR, come antenna, e turbina per generare elettricità. Il Kytoon non necessità di essere più leggero del fluido in cui è immerso; è sufficiente che sia parte pallone e parte aquilone. Così il Kytoon è un tipo di aquilone.

## Gas di gonfiaggio
Il Kytoon può essere fatto volare in atmosfera terrestre o in altre. Qualunque gas può essere usato per gonfiare le parti. Idrogeno, metano, aria, elio, etc. possono essere utilizzati.

## Storia
Il Kytoon fu sviluppato notevolmente dalle invenzioni di Domina Jalbert.

## Brevetti

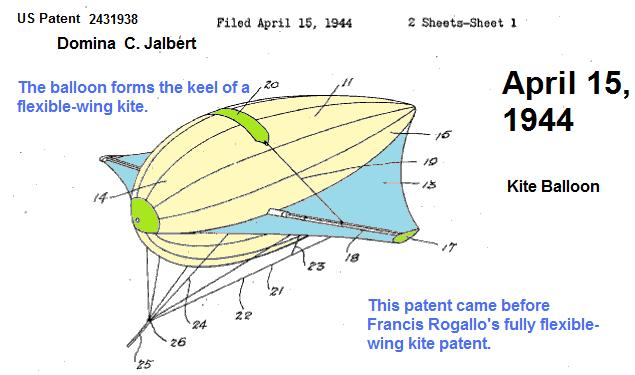
Annotazioni su un disegno del 15 aprile 1944 per il brevetto 'Kite Balloon' di Domina Jalbert

- US Patent 6646725, su google.com.
- US Patent 2431938 Kite balloon Domina Jalbert
- US Patent 2398745, su google.com.
- US Patent 6302759, su google.com.
- US Patent 3924827, su google.com.
- 4207026, su google.com.

## Applicazioni
- Segnalazioni di emergenza in calma o vento
- Antenna in calma o vento
- Generatore eolico
- Allontanamento di uccelli
- Giocattolo e sport kiting
- Strumentazioni meteorologiche[5]